# Wivine di Gran Bigard
Wivine (Oisy-le-Verger, 1103 – Grand Bigard, 17 dicembre 1170) è stata una badessa belga, venerata come santa dalla Chiesa cattolica.

## Agiografia
Wivine (a volte latinizzato in Vivina o Vivinna) era la figlia di Ugo II di Oisy. Nata da genitori pii, a partire dall'età di 15 anni decise di ritirarsi dal mondo e di consacrarsi a Dio nella castità completa. 
A 23 anni lasciò la casa di suo padre e, con alcune compagne, costruì una cappella nei boschi a Grand-Bigard vicino a Bruxelles. Il numero dei suoi seguaci aumentò e nel 1133 il duca Goffredo di Brabante le offrì terreno per costruirvi un priorato. Adottò la Regola di san Benedetto. Il monastero divenne un priorato solo nel 1245 e fu sotto la tutela e favore della famiglia ducale di Brabante. 
Wivine morì al Grand Bigard il 17 dicembre 1170. 
Nel 1796 le reliquie della fondatrice, a seguito della soppressione dell'abbazia benedettina di Grand-Bigard da parte dei francesi, furono traslate nella chiesa di Notre-Dame-des-Victories du Sablon a Bruxelles. Poi il 29 giugno del 1812, con una solenne traslazione, una parte delle reliquie furono donate alla chiesa di Orbais, nel comune di Perwez, dove nel 1820 fu eretta una nuova Confraternita intitolata alla santa.

## Culto
Santa Wivine è venerata come santa; la Chiesa cattolica la ricorda il 17 dicembre come recita il Martirologio Romano:
La santa è invocata contro la peste, la pleurite, la febbre e il mal di gola, sia per gli uomini che per gli animali.